# أغنيس دولان
أغنيس جونستون دولان (موير قبل الزواج، 16 أغسطس 1887 - 16 يوليو 1966)، حاصلة على رتبة الإمبراطورية البريطانية، وتُعرف أيضًا باسم أغنيس، الليدي دولان، وهي ناشطة إسكتلندية في حق تصويت المرأة وناشطة سياسية. كانت ناشطة رائدة خلال إضرابات الإيجار في غلاسكو، وكانت من المنظِمات المؤسِسات لحملة السلام النسائية. في عام 1919، كانت دولان أول امرأة يرشحها حزب العمال لانتخابات مجلس مدينة غلاسكو، وأصبحت لاحقًا زوجة حاكم المدينة.

## النشأة
ولدت دولان على طريق سبرينغبيرن في سبرينغبيرن في غلاسكو في 16 أغسطس 1887، ووالداها آن ويلكنسون وهنري موير، الذي عمل حدادًا في القاطرات، وكانت أختًا لعشرة أبناء. التحقت دولان بمدرسة محلية حتى سن الحادية عشرة عندما اضطرت لتركها بسبب فقر حال الأسرة، والتحقت أيضًا بمدارس الأحد الاشتراكية حيث «تخرجت اشتراكيةً».
بعد تركها المدرسة، عملت دولان في أحد المصانع، ثم أصبحت عاملة هاتف في مكتب البريد، وانضمت خلال تلك الفترة إلى رابطة العمل النسائية وساعدت ماري ريد مكارثر في تأسيس نقابة عمالية لمكاتب البريد النسائية. انضمت دولان إلى حزب العمل المستقل بعمر الثامنة عشر، ثم انضمت إلى الاتحاد الاجتماعي والسياسي للمرأة.
التقت أغنيس بباتريك دولان عن طريق كشافة كلاريون، إذ كان صحفيًا وعضوًا في حزب العمل المستقل. تزوجت منه في 20 سبتمبر 1912، وأنجبا طفلهما الوحيد، جيمس، عام 1913، وأُعفيت من التعليم الديني في المدرسة. أصبح ابنهما جيمس صحفيًا أيضًا.

## إضرابات الإيجار وكلايدسايد الحمراء
أصبحت أغنيس دولان نشطة سياسيًا خلال فترة كلايدسايد الحمراء من تاريخ مدينة غلاسكو، ونظمت إضرابات الإيجار في المدينة عام 1915 جنبًا إلى جنب مع ماري بربور وهيلين كروفورد وماري بيرنز ليرد وماري جيف. عملت دولان على ربط حركة إضرابات الإيجار بحملات السلام، وباعتبارها أمينة صندوق جمعية الإسكان النسائية في غلاسكو، قادت دولان الحملة ضد زيادات الإيجار التي فرضها أصحاب العقارات. سُجنت دولان لفترة وجيزة في عام 1917 بسبب احتجاجها على ارتفاع الإيجارات. كانت دولان أيضًا عضوًا في حملة السلام النسائية في غلاسكو.
برزت دولان في الساحة السياسية في غلاسكو، وخطبت في مظاهرة عيد العمال عام 1917 في غلاسكو غرين. كانت دولان عضوًا في الاتحاد الاجتماعي والسياسي للمرأة ورابطة العمل النسائية.

## المسيرة السياسية
بعد انضمامها إلى حزب العمل المستقل في عام 1915، أصبحت دولان أول امرأة مرشحة من حزب العمال لانتخابات مجلس مدينة غلاسكو في يناير 1919. انتُخبت دولان في انتخابات فرعية في 13 ديسمبر 1921 لمنصب مستشارة سبرينغبيرن. في عام 1922، نجحت دولان في الترشح مرة أخرى للمجلس، وشغلت هذا المنصب حتى عام 1928. أصبحت دولان قاضية للصلح في عام 1928.
خلال عام 1924، كتبت دولان في صحيفة سنداي بوست عن تعديل قانون تمثيل الشعب لعام 1918، إذ عدت بوضوح المصالح المحلية سببًا وجيهًا لمنح جميع النساء حق الانتخاب (إذ أعطى هذا القانون حق التصويت لبعض النساء فقط).
كانت دولان أول مرشحة لحزب العمال تتنافس مع دومفريزشاير في الانتخابات العامة في المملكة المتحدة عام 1924، إلا أنها لم تنجح.
بين عامي 1922 و1928، عملت دولان في اللجنة التنفيذية الوطنية لحزب العمال، واستعادت مقعدها في ثلاثينيات القرن العشرين بعد فترةٍ مَنَعها المرض فيها من المشاركة في الأنشطة السياسية. تحدثت دولان في المؤتمر الوطني للنساء العاملات في عام 1933، حول مناقشةً ترشيح المزيد من النساء لحزب العمل. «أنا على قناعة بأن نساءنا خيّرات كما الرجال، وأفضل منهم في بعض الأحيان».
كافحت دولان لمنع انسلاخ حزب العمل المستقل عن حزب العمال، إلا أنها عُينت، بعد الانقسام، أول رئيسة لمجلس المرأة في الحزب الاشتراكي الإسكتلندي في عام 1933. نظمت دولان حملتها الانتخابية كمرشحة لحزب العمال عن مدينة ليث في الانتخابات العامة في المملكة المتحدة عام 1935. تركزت نقاط مناقشة دولان حول احتمالية نشوب حرب أخرى ومشروع قانون البطالة و«الفقر وسط الوفرة». طُعن في الانتخابات من قبل ديفيد كليجورن تومسون.
شغل زوجها باتريك منصب الحاكم الأعلى لغلاسكو بين عامي 1938-1941، وحافظت أغنيس على هويتها الخاصة عند حضورها المناسبات معه.
كتب هاري ماكشين في سيرة حياته: «كانت زوجة بات دولان نشطة للغاية، ولطالما اعتقدت أنها أفضل منه، وإني مقتنع أنه قتل نشاطها».